# Джгали
Джгали (груз. ჯგალი) — село в Грузии, на территории Цаленджихского муниципалитета края (мхаре) Самегрело-Верхняя Сванетия.

## География
Село находится в западной части Грузии, на левом берегу реки Чанисцкали, на расстоянии приблизительно 5 километров (по прямой) к северо-востоку от города Цаленджиха, административного центра муниципалитета. Абсолютная высота — 293 метра над уровнем моря.

## Население
По результатам официальной переписи населения 2014 года, в Джгали проживало 1022 человека (486 мужчин и 536 женщин). В национальной структуре населения грузины составляли 99,9 %, русские — 0,1 %.
| Год  | Население, человек |
| ---- | ------------------ |
| 2002 | 975                |
| 2014 | ↗ 1022             |